# Bjarne Lous Mohr
Bjarne Lous Mohr, född 1901 i Stavanger, död 1986, var en norsk arkitekt, bror till Otto och Hugo Lous Mohr.
Lous Mohr tog examen från Norges tekniske høgskole 1925. Han var stadsplanerare i Aker och Bergen 1930–1956, professor i stads- och regionsplanering vid NTH 1956–1971. Han deltog aktivt i utarbetandet av ett flertal stadsplaner, bland annat planen över Hammerfest efter andra världskriget.